# Дзежби-Влосцянські
Дзежби-Влосцянські (пол. Dzierzby Włościańskie) — село в Польщі, у гміні Яблонна-Ляцька Соколовського повіту Мазовецького воєводства. Населення — 429 осіб (2011).

## Історія
За даними етнографічної експедиції 1869—1870 років під керівництвом Павла Чубинського, у селі переважно проживали римо-католики, меншою мірою — греко-католики, які здебільшого розмовляли українською мовою.
У 1975—1998 роках село належало до Седлецького воєводства.

## Демографія
Демографічна структура станом на 31 березня 2011 року:
|          | Загалом | Допрацездатний вік | Працездатний вік | Постпрацездатний вік |
| -------- | ------- | ------------------ | ---------------- | -------------------- |
| Чоловіки | 208     | 28                 | 139              | 41                   |
| Жінки    | 221     | 28                 | 112              | 81                   |
| Разом    | 429     | 56                 | 251              | 122                  |